# Lameck Mangani
Lameck Mangani ist Politiker in Sambia.
Lameck Mangani war Vorsitzender für Landwirtschaft in der Handelskammer der Ostprovinz. Gleichzeitig war er Leiter für Operationen und Personalwesen für Alliance One International (Tabak) sowie zuvor Public Relations Manager bei Standard Tobacco Company und Generalmanager von Dimon Zambia (Tabak), die 2005 zu Alliance One fusionierten. Er hat sich nachhaltig für die Unterstützung und Ausweitung des Tabakanbaus in der Ostprovinz eingesetzt, um dies Produkt als weitere Devisenquelle zu etablieren. Er wurde bald Sprecher der Eastern Province Tobacco Sponsors Association. 15 Prozent des sambischen Tabaks werden aus Malawi eingeschmuggelt, wo US-Dollar 0,83 pro Kilogramm bezahlt werden, in Sambia hingegen US-Dollar 0,95 (2004).
In den Wahlen in Sambia 2006 konnte er für das Movement for Multi-Party Democracy im Wahlkreis Chipata das Mandat in der Nationalversammlung erringen. Er wurde im Oktober 2006 zum Stellvertretenden Minister für Bergbau und Mineralprospektion ernannt. 2010 wurde er aus seinem Ministeramt entlassen. Von seinem Posten als Präsident der Patriotic Front Eastern Province wurde er 2014 entbunden.